# Charente Maritime (voilier)
Charente Maritime est un voilier monocoque de course au large mis à l'eau en avril 1989, conçu par cabinet d'architecture navale français Joubert-Nivelt et construit par le chantier Hervé et Pinta.  

## Historique
Pour sa première compétition, son skipper Pierre Follenfant l'engage dans Lorient-Saint Barth-Lorient. Le bateau est victime d'un démâtage. La même année, Pierre Follenfant prend le départ du Vendée Globe 1989 qu'il termine à la cinquième place.
En 1991, Nigel Burgess le rachète et le nomme Nigel Burgess Yachts. Il prend le départ du Vendée Globe mais le jeudi après le départ, Nigell Burgess est retrouvé noyé pas loin de son bateau,.
En 1994, il est racheté par Thierry Dubois qui le nomme Pour Amnesty International et l'engage dans la Route du Rhum 1994 ou il doit abandonner. Il participe en 1995 et termine second en monocoque de l'Open UAP. Le bateau est engagé l'année suivante dans le Vendée Globe 1996 ou il chavire à 2 500 milles des côtes, et Thierry Dubois est récupéré par la marine australienne.

## Palmarès

### Charente Maritime,Pierre Follenfant
- Abandon dans la Transat Lorient-Saint Barth-Lorient 1989
- 5e du Vendée Globe 1989

### Nigel Burgess Yachts,Nigel Burgess
- 5e monocoque de l'OSTAR 1992
- Disparition de Nigel Burgess dans le Vendée Globe 1992

### Pour Amnesty International,Thierry Dubois
- 2e de l'Open UAP 1995
- Abandon dans le Vendée Globe 1996